# Dr. Jekyll and Mr. Hyde (film fra 1913)
Dr. Jekyll and Mr. Hyde er en amerikansk stumfilm fra 1913 af Herbert Brenon.

## Medvirkende
- King Baggot som Dr. Henry Jekyll / Mr. Hyde.
- Jane Gail som Alice.
- Matt Snyder.
- Howard Crampton som Dr. Lanyon.
- William Sorelle som Utterson